# Pokolj u Bosanskom Grahovu 27. srpnja 1941.
Pokolj u Bosanskom Grahovu 27. srpnja 1941. je bio organizirani napad na područje rimokatoličke župe Bosansko Grahovo, s ciljem fizičkog istrjebljenja svih stanovnika u toj župi, mahom Hrvata katolika. Nakon tog napada, župa Bosansko Grahovo, kao i župa Drvar istog dana, u potpunosti je bila zatrta.
Počinitelji su bili četnici koje je predvodio Branko Bogunović.
Pokolj u Bosanskom Grahovu i okolici je bio dijelom organiziranog etničkog čišćenja zapadne Bosne i istočne Like od Hrvata. Tada su posve zatrti Hrvati u župama Bosanski Petrovac, Krnjeuša, Drvar u zapadnoj Bosni (Bosanska Krajina, Turska Hrvatska), a u Hrvatskoj (u Lici) župa Boričevac.

## Slijed događaja
Područje je 27. srpnja 1941. zahvatio četnički oružani ustanak, u doba socijalističke Jugoslavije svečano obilježavan kao "ustanak naroda BiH". Sjedište ustaničkog područja je bilo u Drvaru. Predvodili su ga komunisti. Po pitanju odnosa kojeg su imali srpski ustanici prema Hrvatima, bilo da su bili katoličke ili islamske vjere, nije bilo razlike, neglede toga jesu li srpske ustanike vodili četnici ili komunisti.
Istog dana su u Bosanskom Grahovu i okolnim selima srpski ustanici (četnici i gerilski komunisti) ubili 62 Hrvata, a među to 62 je bilo 5 žena i 9 djece. 
Ubijanje je nastavljeno, te je pobijeno više od 200 bosanskograhovskih Hrvata; među njima je ubijena Anica Barać zajedno s devetoro njezine maloljetne djece.
Grahovskog župnika 
Jurja Gospodnetića su četnici zarobili i 10. kolovoza nakon okrutnog mučenja nabili na ražanj i pred njegovom majkom ga živog ispekli. Srpski ustanici su u Grahovu i okolnim selima Obljaju, Koritima, Luci, Ugarcima i Crnom Lugu opljačkali i spalili sve hrvatske kuće, a u Obljaju su zapalili župni ured i rimokatoličku crkvu sv. Ilije Proroka. Preostali preživjeli Hrvati su izbjegli u Knin. Vlasti NDH nisu uspjele svojim vojnim postrojbama ugušiti ustanak.
Tog dana je orkestrirano, uz iste metode etničkog čišćenja, izveden i napad na susjednu katoličku župu Drvar, tako da slučajni preživjeli nakon pokolja u Drvaru ne mogu upozoriti susjede, odnosno da grahovljanski Hrvati ne mogu pobjeći nakon što doznaju što se dogodilo drvarskim Hrvatima. 
Ovo stradanje Hrvata iz Bosanskog Grahova i okolici nije bilo jedino, nego se nastavilo i kasnije. Od više od tisuću predratnih župljana, vrlo mali broj ih je preživio Drugi svjetski rat.

## Daljnja literatura
- Zbornik o Bosanskom Grahovu Hrvati Dinare Slavka Galiota i Ante Orlovca Procvat, propast i obnova
- Anto Orlovac: Hrvatski martirologij. Ubijeni vlč. Waldemar M. Nestor i hodočasnici pokopani poslije 73 godine, Hrvatsko slovo, 5. prosinca 2014., str. 4. – 5.

## Vanjske poveznice
- Sudbonosne prijelomnice u Zapadnoj Bosni
- Vjesnik Grahovo i Drvar ostali bez Hrvata, 8. listopada 1999.